# Омельченко Дмитро Іванович
Дмитро́ Іва́нович Оме́льченко (6 жовтня 1980, Дніпропетровськ — 24 вересня 2021, Дніпро) — український артист балету, автор та постановник балетних вистав Дніпропетровського академічного театру опери та балету, лауреат Премії імені А. Ф. Шекери у галузі хореографічного мистецтва (2017).

## Життєпис
Народився 6 жовтня 1980 року в Дніпропетровську.
1999 — закінчив Академію російського балету імені А. Я. Ваганової.
Після навчання 10 років працював у Південній Кореї.
2008 року був прийнятий до складу Дніпропетровської балетної трупи як провідний соліст.
2009 року дебютував як хореограф у Дніпропетровському академічному театрі опери та балету в балеті «Degage» (автор хореографічної композиції в стилі модерн).
2016 року здійснив постановку сучасного балету «Carmen&Jose» на музику Ж. Бізе та сучасних композиторів, є автором лібрето, постановки та хореографії. У постановці поєднав класику, модерн та вільний танець. За цю роботу 2017 року був удостоєний престижної Премії імені А. Ф. Шекери у галузі хореографічного мистецтва.
Постійно брав участь в численних фестивалях як в Україні, так і за кордоном.
Помер 24 вересня 2021 року.

## Постановки
- Degage (Дегаже)
- Закулісся
- Корсар
- Carmen&Jose